# Newbern, Alabama
Newbern là một thị trấn thuộc quận Hale, tiểu bang Alabama, Hoa Kỳ. Dân số năm 2009 là 222 người, mật độ đạt 74 người/km².